# 蓝逢辉
蓝逢辉（1965年4月—），男，汉族，重庆人，中华人民共和国政治人物。现任中国注册税务师协会副会长，尤尼泰税务师事务所有限公司总裁。第十二、十三、十四届全国政协委员。